# Laski Lubuskie
Laski Lubuskie (do 1945 niem. Lässig; do 31 grudnia 2002 Laski) – wieś w Polsce położona w województwie lubuskim, w powiecie słubickim, w gminie Górzyca.
W latach 1975–1998 miejscowość administracyjnie należała do województwa gorzowskiego.
Laski Lubuskie położone są przy drodze wojewódzkiej nr 139 Górzyca – Kowalów – Rzepin. Na terenie wsi znajduje się stacja kolejowa Laski Lubuskie na linii kolejowej nr 273 Wrocław Główny-Szczecin Główny.
Wieś założona już w średniowieczu na planie owalnicy. Pierwszy raz wzmiankowana w roku 1317.
W 1956 roku w miejscowości działało Rolnicze Zrzeszenie Spółdzielcze „22 Lipca”.
W miejscowości działało państwowe gospodarstwo rolne – Gospodarstwo w Laskach podległe pod Zakład Rolny w Pamięcinie wchodzący w skład Lubuskiego Kombinatu Rolnego w Rzepinie.
Przed 1 stycznia 2003 wieś nosiła nazwę Laski, a pobliska osada nosiła nazwę Laski Lubuskie. Nazwę wsi zmieniono na Laski Lubuskie, nazwę osady zniesiono, a jej obszar wcielono do wsi Laski Lubuskie.

## Zabytki
Do wojewódzkiego rejestru zabytków wpisany jest:
- kościół parafialny pod wezwaniem Narodzenia NMP, pochodzący z XV wieku, w XVI wieku; założony na planie prostokąta, murowany z kamienia i cegły. Posiada półkoliste prezbiterium. Do kościoła w roku 1742 dobudowano 4-kondygnacyjną kwadratową wieżę[11].

W miejscowości znajduje się pomnik poległych w I wojnie światowej w latach 1914–1918 z ok. 1930 roku.